# El libro del clima
El libro del clima (título original en inglés: The Climate Book) es un libro de no ficción sobre el tema del cambio climático y la protección del clima escrito por Greta Thunberg en colaboración con muchos científicos y periodistas científicos. El original en inglés y las traducciones en idiomas como el alemán, el holandés, el español, el portugués, el francés, el italiano, el sueco, el danés y el noruego se publicaron casi simultáneamente en octubre de 2022.

## Contenido e intención
El libro es un esfuerzo de colaboración interdisciplinar, dividido en cinco partes por una estructura general. En total, más de 100 expertos de numerosas disciplinas como geofísica, meteorología, ingeniería, matemáticas, historia, así como líderes indígenas contribuyeron al libro. Las contribuciones individuales se agrupan en secciones más amplias mediante introducciones de Thunberg. Estas son:
- 1: Cómo funciona el clima;
- 2: Cómo está cambiando nuestro planeta;
- 3: Cómo nos afecta;
- 4: Lo que hemos hecho al respecto;
- 5: Lo que debemos hacer ahora.

El libro intenta sentar las bases para una comprensión compleja de la crisis climática mundial y esbozar respuestas para afrontarla. La educación sobre el clima debe promoverse en las escuelas y los medios de comunicación, lo que se considera un requisito previo para una acción significativa. Thunberg intenta abordar lo que considera un falso equilibrio en la información, exponiendo la manipulación de las estadísticas medioambientales mediante la "negociación" de las emisiones y las etiquetas engañosas como el hidrógeno "verde", y haciendo que se escuchen las voces de los más afectados actualmente por los impactos del cambio climático desde el Sur Global.
Una característica singular del libro, que podría considerarse una crítica en un libro de esta ambición, es que carece de bibliografía y de un amplio aparato de anotaciones. Expertos autorizados No se les cita, no se referencian sus posiciones, sino que son ellos mismos los que opinan.